# Emanuel Sonnius
Emanuel Sonnius, född troligen i Haag, död troligen 16 september 1662 i Helsingör eller Berlin, var en nederländsk målare.
Han var son till Hendrick Sonnius och Saerte de Vos. Sonnius blev hovmålare för Johan Maurits av Nassau-Siegen i Kleve 1652 men efter att han anlitades av Claes Tott 1654 flyttade han till Sverige. Han var en av de ledande målarna i Stockholms målarämbetes auktion mot bönhasarna 1655. Han anlitades 1657 som konterfejare av drottning Hedvig Eleonora och man antar att han konkurrerade ut Hendrick Munnichhoven som målare vid det svenska hovet. Enligt bevarade handlingar arbetade han även som kammartjänare för drottningen och fick en större penningsumma för sitt arbete. Sonnius är representerad vid Nationalmuseum.      